# Escala octatònica
Una escala octatònica és una escala musical de vuit notes. Malgrat que hi ha diferents possibilitats de combinar 8 sons diferents per a fer una escala, la forma més famosa és una escala en la qual les notes ascendeixen alternant intervals de to i de semitò. En la teoria clàssica, aquesta escala s'anomena simplement escala octàtonica, mentre que en la teoria de jazz rep el nom d'escala disminuïda, ja que es pot concebre com una combinació de dos acords entrellaçats de sèptima disminuïda, de la mateixa manera que l'escala augmentada es pot concebre com una combinació de dos acords triades augmentats. El terme octatònic va ser introduït per Arthur Berger el 1963 com a octatonic pitch collection.
A causa de la simetria interna d'aquesta escala (composta de 4 grups iguals de 2 notes cada un), hi ha només tres escales octatòniques diferents (no produïdes a partir de la transposició), i una escala octatònica donada té només dos modes (un començant el seu ascens amb un to entre les dues primeres notes, mentre que l'altre comença amb un semitò). Per això Olivier Messiaen considerava l'escala octatònica com un dels modes de transposició limitada.

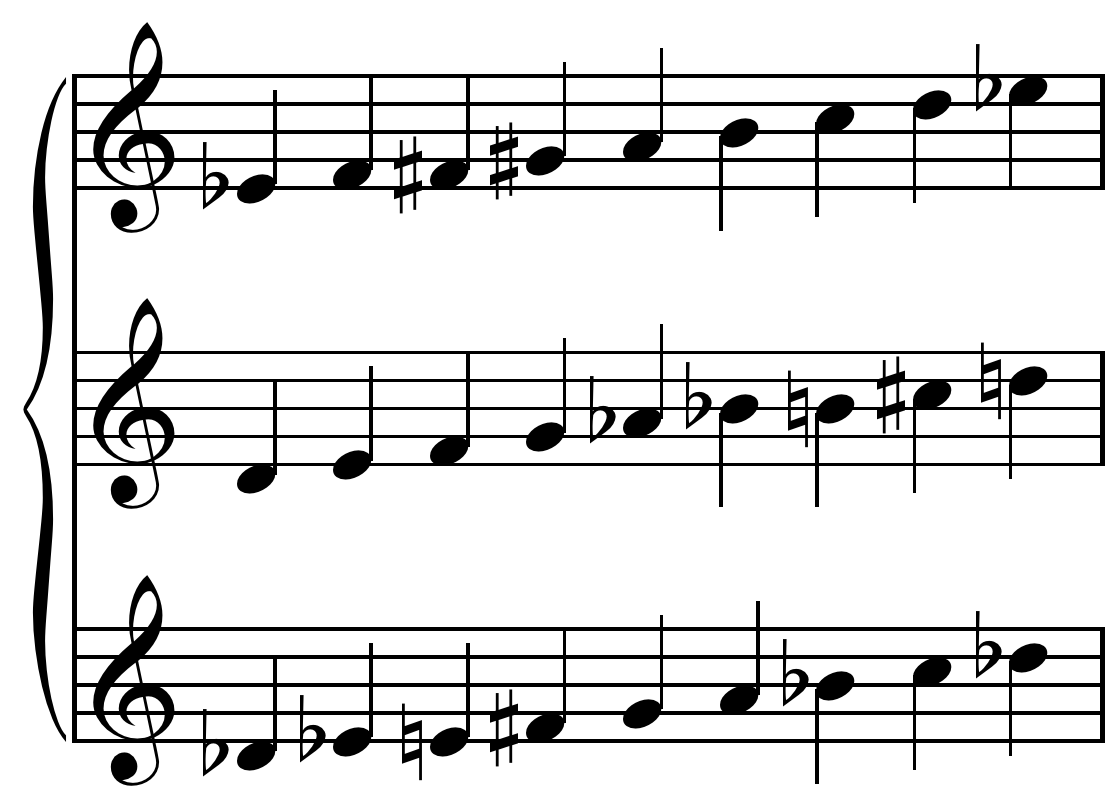
Les tres escales octatòniques possibles, començant amb un to